# Giacomo Robustelli

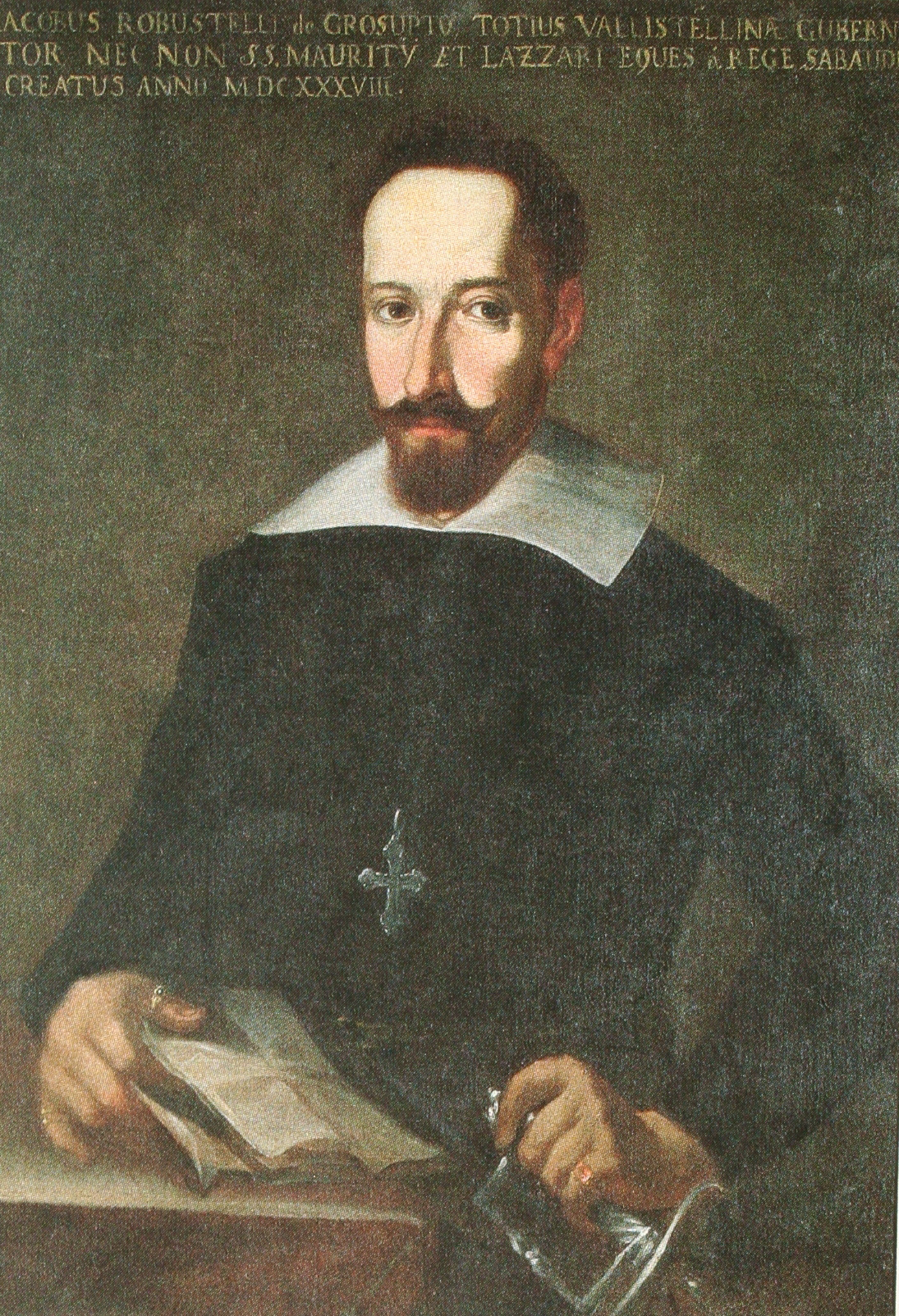
Porträt von Ritter Giacomo Robustelli mit dem Heiligen Mauritius und Lazarus-Orden

Giacomo Robustelli (ca. 1583 Grosotto; † ca. 1646 Domaso) war der Führer der spanischen Partei im Veltlin während der Bündner Wirren zwischen 1618 und 1639.
Robustelli war ein reicher Großgrundbesitzer aus Grosotto im Veltlin, das seit 1512 unter Herrschaft der Drei Bünde stand. Seine Familie entstammte lokalem Amtsadel. Nach dem Studium von Recht und Literatur in Italien bewährte er sich als Söldner im Dienst des Herzogs Karl Emanuel I. von Savoyen und wurde deshalb von diesem zum Ritter des heiligen Mauritius und Lazarus-Ordens ernannt. Er heiratete nach seiner Rückkehr ins Veltlin eine Nichte von Rudolf von Planta, des Anführers der katholisch-spanisch-habsburgischen Partei in den Drei Bünden, und wurde zum Haupt der antibündnerischen Partei im Veltlin. Deshalb wurde er vom Thusner Strafgericht 1618 mit 3000 Dukaten Busse und Landesverweis bestraft.
Er wurde über die Landesgrenzen hinaus bekannt als einer der Anführer des Veltliner Protestantenmordes am 18./19. Juli 1620. Danach wurde er Landeshauptmann des Veltlins und regierte zusammen mit anderen Adeligen die Talschaft während der spanischen und päpstlichen Besatzung bis zum Einmarsch der Franzosen 1624. Er kehrte nach dem Abschluss des Vertrages von Monsonio und der Übergabe des Veltlins an eine päpstliche Verwaltung 1627 wieder ins Land zurück und amtete erneut bis 1630 als Landeshauptmann des Veltlins.
Nach der Rückeroberung des Veltlins durch die Bündner bzw. die Franzosen 1635 floh Robustelli in das Herzogtum Mailand und ließ sich in Domaso nieder. Er versuchte vergeblich gegen das Zustandekommens eines Friedens zwischen den Drei Bünden und Spanien zu intrigieren.